# Camarón Arriba
Camarón Arriba è un comune (corregimiento) della Repubblica di Panama situato nel distretto di Besiko, comarca di Ngäbe-Buglé. Si estende su una superficie di 49,7 km² e conta una popolazione di 2.977 abitanti (censimento 2010).